# Lasiobelba ultraciliata
Lasiobelba ultraciliata är en kvalsterart som först beskrevs av Arthur P. Jacot 1934.  Lasiobelba ultraciliata ingår i släktet Lasiobelba och familjen Oppiidae. Inga underarter finns listade i Catalogue of Life.